# Raión de Molokovo
El raión de Molokovo (ruso: Молоко́вский райо́н) es un distrito administrativo (raión) ruso perteneciente a la óblast de Tver. Su forma de autogobierno local es desde 2021 la de ókrug municipal (Молоко́вский муниципальный округ), albergando su territorio un único ayuntamiento con sede en la capital distrital homónima. Se ubica en el noreste de la óblast.
En 2021, el raión tenía una población de 3833 habitantes, de los cuales 1798 vivían en el asentamiento de tipo urbano de Molokovo. Los otros dos mil habitantes se repartían en 184 localidades rurales, de las cuales las más pobladas son Cherkásovo, Karelski Gorodok, Kuznetskovo, Zaluzhanye, Ajmátovo, Andreitsevo, Delédino, Antónovskoye y Obrosovo, todas con una población de entre cien y doscientos cincuenta habitantes cada una.
Por el raión pasan el río Melecha y el río Mogocha.